# Jasikovo
Jasikovo (kyrillisch: Јасиково) ist ein Dorf in der Gemeinde Majdanpek und im Bezirk Bor im Osten Serbiens.

## Einwohner
Die Volkszählung 2002 (Eigennennung) ergab, dass 717 Menschen im Dorf leben.
Weitere Volkszählungen:
- 1948: 1.032
- 1953: 1.075
- 1961: 1.071
- 1971: 1.049
- 1981: 963
- 1991: 822